# Lijst van Tielenaren
Deze lijst van Tielenaren betreft bekende personen die in de stad Tiel zijn geboren of hebben gewoond.

## Geboren in Tiel

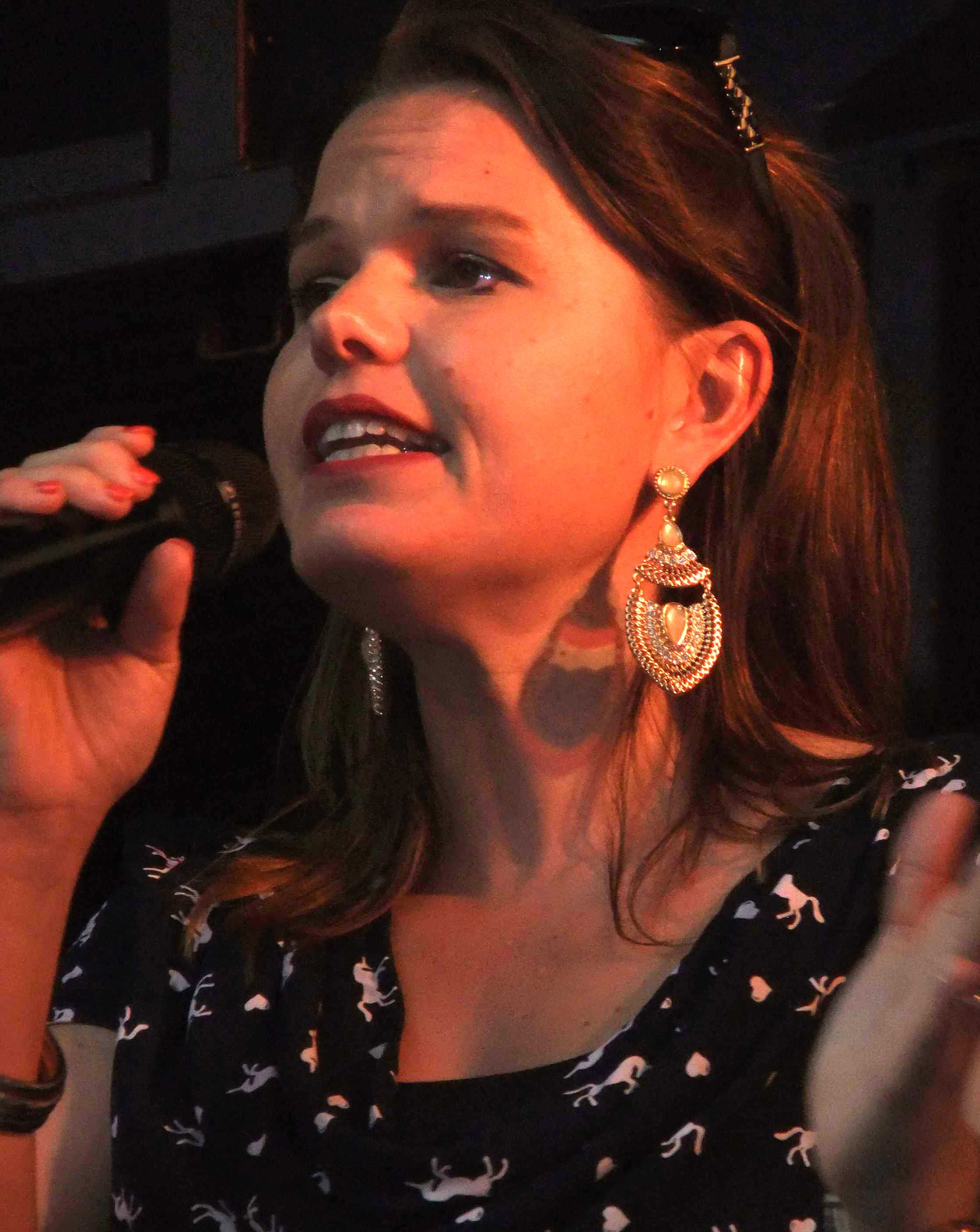
Kilke van Buren

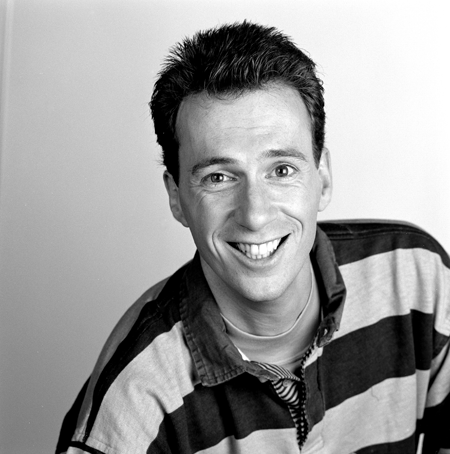
Jochem van Gelder

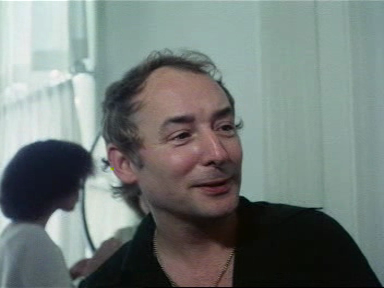
Frank Govers

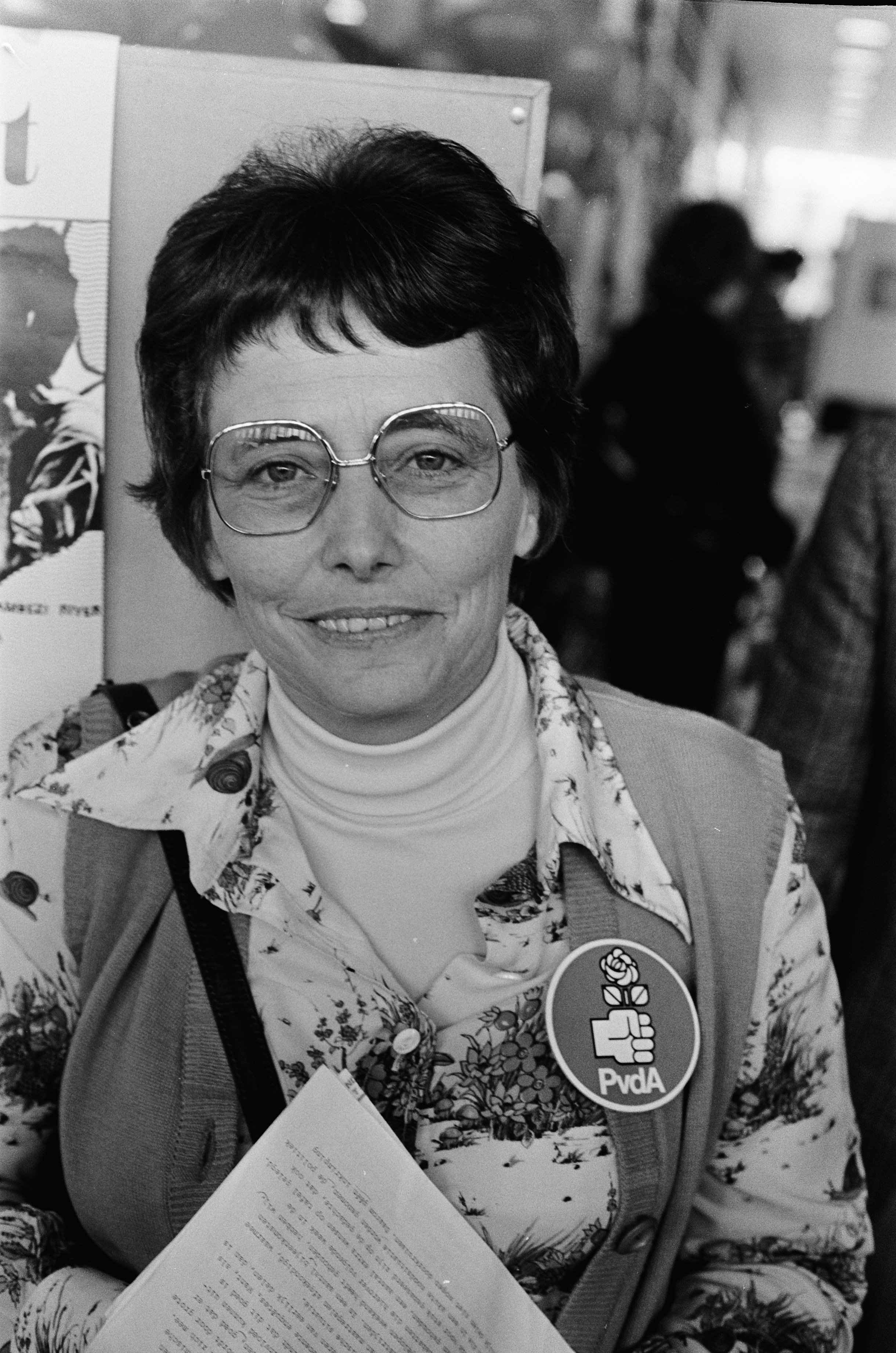
Ien van den Heuvel

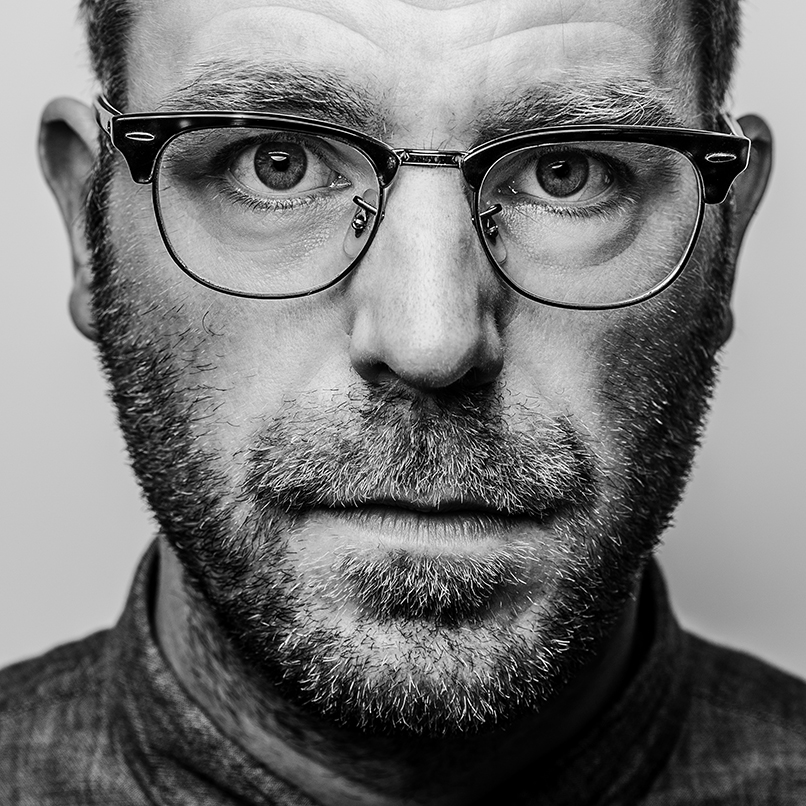
Floris Kaayk

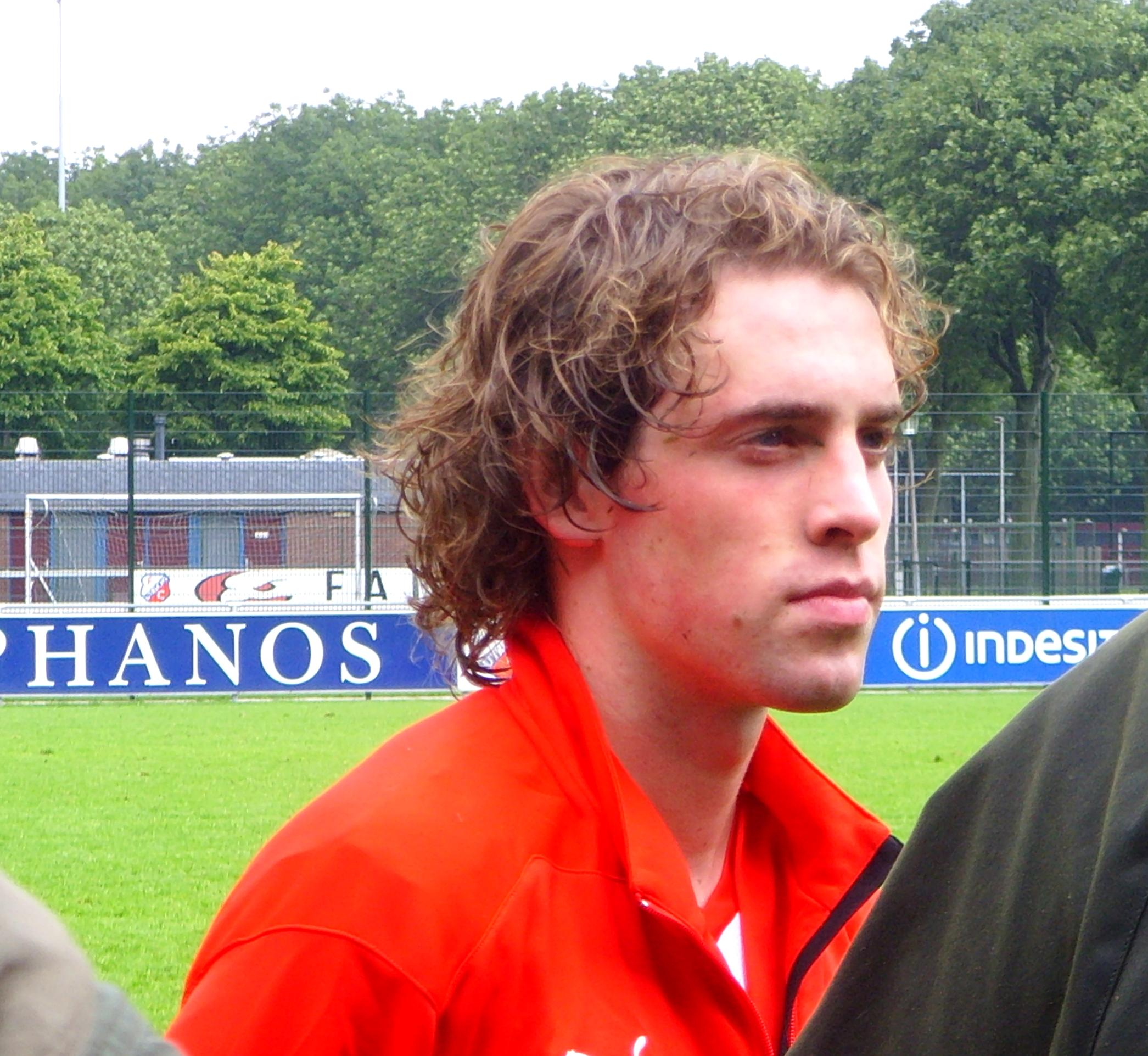
Barry Maguire

- Eylem Aladogan (1975), installatiekunstenaar, beeldhouwer en tekenaar
- Ibrahim Alışkan (1987), voetballer
- Sven Ariaans (1969), dichter, organisator van Appelpop
- Saar Bessem (1907-1996), zangeres en componist
- Corrie van Binsbergen (1957), jazzmuzikant en componist
- Johan Bodegraven (1914-1993), radio-/televisiepresentator (NCRV)
- Mattijs Branderhorst (1993), voetballer
- John van Buren (1951-2012), componist, dirigent, musicus en tekstschrijver
- Kilke van Buren (1986), actrice en zangeres
- Joan Derk van der Capellen tot den Pol (1741-1784), politicus en patriot
- David Hendrik Chassé (1765-1849), officier
- Moos Cohen (1901-1942), schilder en tekenaar
- Johannes Daalderop (1907-1971), burgemeester
- Roemer Daalderop (1964), acteur
- Carla Daalderop-Bruggeman (1928-2015), beeldhouwer, keramist, kunstschilder en tekenaar
- Jan van Deinsen (1953), voetballer
- Dirk Jan Derksen (1972), voetballer
- Herman Jacob Dijckmeester (1771-1850), politicus (Tweede Kamervoorzitter 1835-1836)
- Raphaël Drent (1967), fotograaf
- Frans Duijts (1979), zanger
- Annie Foore (1847-1890), schrijfster
- Jochem van Gelder (1963), televisiepresentator
- Frank Govers (1932-1997), modeontwerper
- Willem Gradisen (1954), politicus
- Iken Henricx (? - 1597), slachtoffer van heksenvervolging
- Ien van den Heuvel (1927-2010), politica
- Peter van den Hurk (1919-2014), verzetsstrijder
- Eddy van IJzendoorn (1985), wielrenner
- Anton Janssen (1963), oud-voetballer, trainer
- Floris Kaayk (1982), animator en filmregisseur
- Asser Benjamin Kleerekoper (1880-1943), politicus
- Bonny Lammers (2003), voetbalster
- Otto Cornelis Adriaan van Lidth de Jeude (1881-1952), politicus
- Barry Maguire (1989), voetballer
- Hendrik Cornelis van Mourik (1877-1944), kunstschilder
- Dirk van Oosterhoudt (1756-1830), schilder
- Erik Pieters (1988), voetballer
- Wim Plekkenpol (1948), sportjournalist
- Wim Reus (1946-2008), beeldhouwer
- Nico Rienks (1962), roeier
- Albert de Ruyter van Steveninck, (1895-1949), commandant Prinses Irene Brigade
- Raimond Nazaire de Ruijter van Steveninck, (1894-1963), burgemeester van Leiden
- Henriëtte Spiering (1852-1921), schrijver en filantroop
- Jeanne Spiering (1862-1944), filantroop
- Hannemieke Stamperius (1943-2022), schrijfster (onder de pseudoniemen Hannes Meinkema en Justa Abbing)
- Patrick Stoof (1967), acteur, toneelregisseur en theaterdocent
- Elise Tamaëla (1984), voormalig tennisspeelster
- Jan van Toorn (1932-2020), grafisch ontwerper
- Bobbie Traksel (1981), wielrenner
- Meinard Tydeman (1827-1906), politicus
- Meinard Tydeman (1854-1916), liberaal politicus
- Wilma van Velsen (1964), wedstrijdzwemster
- Anne Vermeer (1916-2018), politicus
- Diederik Vijgh (1532-1615), gouverneur van Tiel
- Wimilio Vink (1993), voetballer
- Thea Witteveen (1929-2017), schrijfster

## Gewoond in Tiel, elders geboren
- Ria Beckers (1938-2006), politica

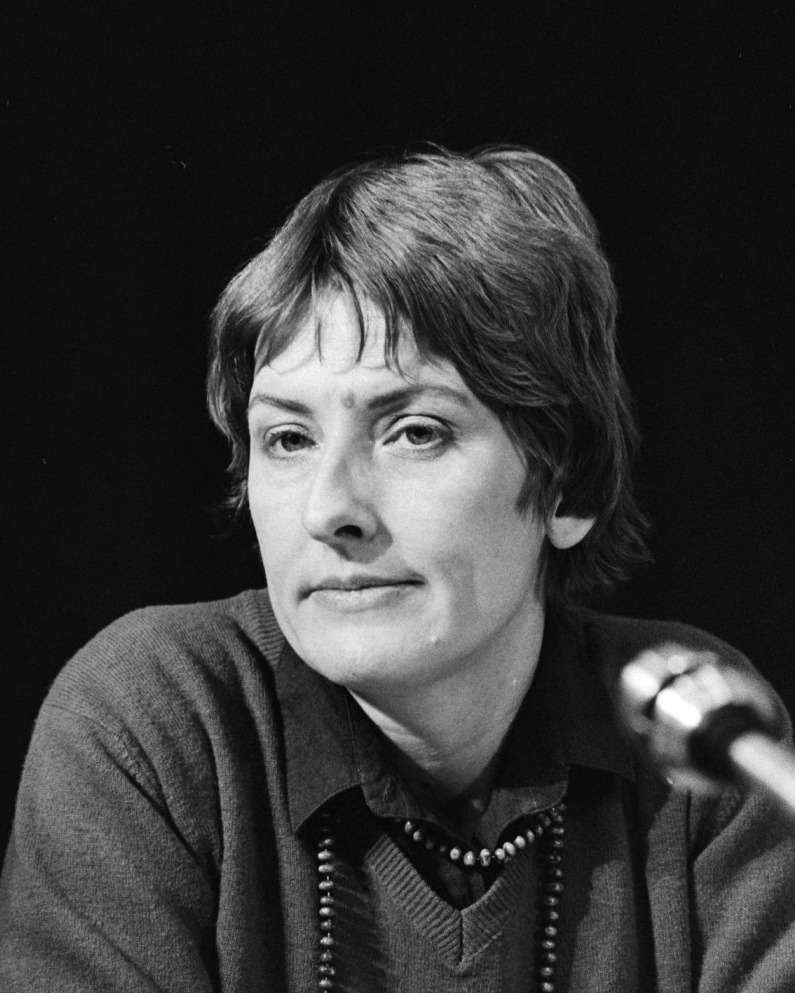
Ria Beckers

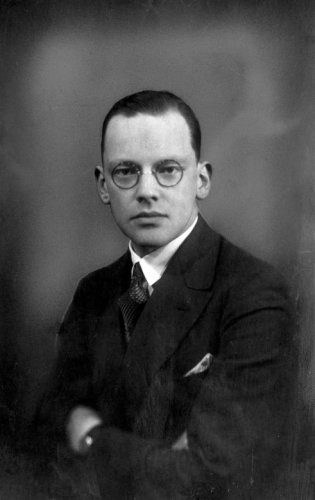
Menno ter Braak

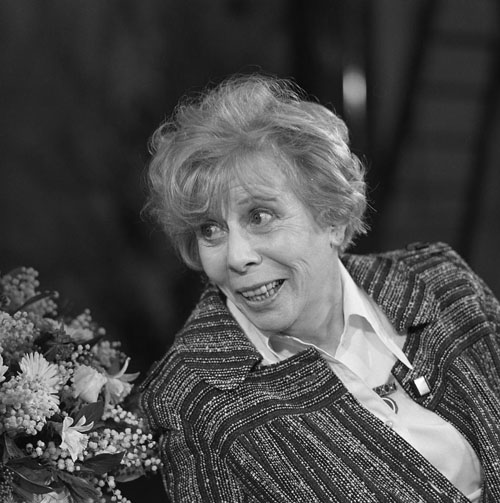
Mary Dresselhuis

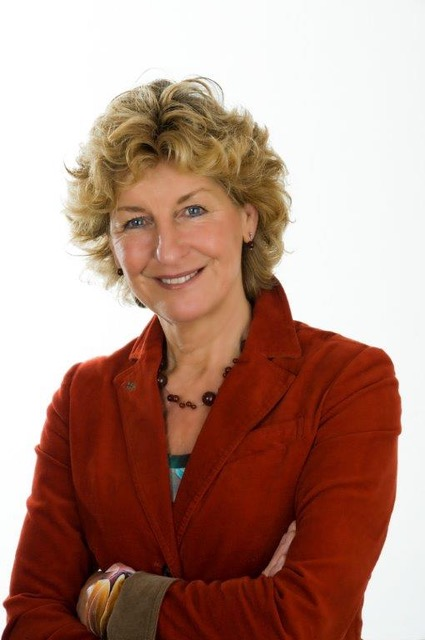
Corry van Rhee-Oud Ammerveld

- Eric Borrias (1954), verhalenverteller
- Khalid Boudou (1974), schrijver
- Jan Bouwhuis (1947), fotograaf
- Menno ter Braak (1902-1940), schrijver, essayist en literatuurcriticus
- Johan Doeleman (1880-1957), kunstschilder
- Hermijntje Drenth (1994), roeister[1]
- Mary Dresselhuys (1907-2004), actrice
- Hanny (1956), zangeres (Hennie Lonis)
- Huub van Heiningen (1924-2018), publicist
- Etty Hillesum (1914-1943), schrijfster
- Fedja van Huêt (1973), acteur
- Meine Huisenga (1876-1946), beeldhouwer en kunstschilder
- Gert Jakobs (1964), wielrenner
- Thom Jongkind (1990), de helft van producer-dj-duo Blasterjaxx
- Coen Kaayk (1947-2014), beeldhouwer
- Guusje Kaayk (1950), beeldend kunstenaar
- Elisabeth van de Kamer (1869-1944), conrector van het gymnasium
- Paul Klemann (1960), beeldend kunstenaar
- Elisabeth van Lidth de Jeude-van Welij (1919-2005), gemeenteraadslid
- Aloka Liefrink (1979) schrijfster en life coach
- Josan Meijers (1955), gedeputeerde provincie Gelderland
- Martin Oei (1996), pianist
- Anton Pohl (1876-1942), kunstschilder
- Johan Ponsioen (1900-1969), kunstschilder
- Anthon Gerrit Æmile van Rappard (1871-1946), politicus, president van de Rechtbank Tiel
- Pierre Adrien Reuchlin (1803-1868), burgemeester van Tiel
- Corry van Rhee-Oud Ammerveld (1956), politicus
- Will van Rhee (1950), veiligheidsfunctionaris
- Gijs Scholten van Aschat (1959), acteur
- Pascal Schoots (1974), wielrenner
- Simon Tahamata (1956), voetballer
- Vinchenzo Tahapary (1999), zanger
- Mark van Veen (1986), zanger
- Lies Veenhoven (1919-2001), kunstschilder en illustrator
- Mia Verbeelen, Belgisch verhalenverteller en schrijfster
- Evert Vermeer (1910-1960), politicus[2]
- Claes Vijgh (1505-1581), ambtman en richter
- Karel Vijgh (?-1627), raadsheer in het Hof van Gelre, ambtman van Tiel
- Louina Walakutty-Salamena (1917-1992), Moluks leidsvrouw